# فريدرش الثاني (مرغريف مايسن)
فريدرش الثاني الجاد (Friedrich II. der Ernsthafte؛ غوتا، 30 نوفمبر 1310 - فارتبورغ، 18 نوفمبر 1349)، مرغريف مايسن ابن فريدرش الأول، مرغريف مايسن وإليزابت فون لوبديبورغ-أرنسهاوك.
في 1323 بدأ باعتباره الوريث الوحيد تحت وصاية والدته لخلافة والده على مرغريفية مايسن وتورنغن. بعد أن كان قد أصبح ناضجا في 1329، كان عليه أن يمر على المدى الطويل معارك مع التوابع والجيران، وبخاصة كونتات فايمار أورلاموندي وكونتات آل شفارتسبورغ (حرب كونتات تورينغن في 1342-1345). بعد وفاة الإمبراطور لويس الرابع، وهو الحزب البافاري حاول نقله إلى قبول التاج الألمانية، ومع ذلك، قال انه يثق في تقلب من ناخبيه، ورفضت طلب غريب من هذا القبيل لصالح كارل الرابع لوكسمبورغ. تقتصر فريدريك الثاني نفسه لتوطيد حكمه وإلى الدفاع عن نفسه ضد خطر الخروج من تشارلز الرابع. في اجتماع 1348 في باوتسن اعترف كل منهما بأملاك الدولتين الموجودة.